# Кшешковиці
Кшешковиці (пол. Krzeszkowice) — село в Польщі, у гміні Шамотули Шамотульського повіту Великопольського воєводства.
Населення — 193 особи (2011).
У 1975-1998 роках село належало до Познанського воєводства.

## Демографія
Демографічна структура станом на 31 березня 2011 року:
|          | Загалом | Допрацездатний вік | Працездатний вік | Постпрацездатний вік |
| -------- | ------- | ------------------ | ---------------- | -------------------- |
| Чоловіки | 90      | 21                 | 58               | 11                   |
| Жінки    | 103     | 20                 | 60               | 23                   |
| Разом    | 193     | 41                 | 118              | 34                   |